# Megaporus piceatus
Megaporus piceatus är en skalbaggsart som först beskrevs av Régimbart 1892.  Megaporus piceatus ingår i släktet Megaporus och familjen dykare. Inga underarter finns listade i Catalogue of Life.